# DoDonPachi
 (février 2017).
Si vous disposez d'ouvrages ou d'articles de référence ou si vous connaissez des sites web de qualité traitant du thème abordé ici, merci de compléter l'article en donnant les références utiles à sa vérifiabilité et en les liant à la section « Notes et références ».
Pour les articles homonymes, voir DDP.
DoDonPachi (怒首領蜂) ou DDP est un jeu vidéo développé par Cave et édité par Atlus. Il s'agit d'un shoot 'em up à défilement vertical de type manic shooter. Il est publié le 5 février 1997 sur borne d'arcade, puis porté sur Saturn et PlayStation en 1998. Second jeu de la société Cave, il est la suite de DonPachi publié en 1995.
Acclamé pour la qualité de son système de jeu et de ses graphismes, DoDonPachi est considéré comme un des plus grands titres du genre.

## Système de jeu

### Choix du vaisseau
Le joueur a le choix entre trois vaisseaux :
- Type A, vaisseau rouge : le plus rapide, il possède un tir frontal puissant, on l'appelle aussi canardeur.

- Type B, vaisseau vert : vitesse de déplacement intermédiaire, son atout réside dans le fait qu'il possède deux petites options qui tireront dans la direction de votre déplacement (exemple : vous vous déplacez vers la gauche, les deux options dirigeront les tirs vers la gauche).

- Type C, vaisseau bleu : le moins rapide, tir large et peu puissant, le vaisseau le plus répandu parmi les joueurs débutants pour son déplacement relativement lent qui permet d'esquiver les patterns plus facilement, et son tir qui permet de détruire une large partie des ennemis.

Chacun aura la possibilité par la suite de choisir entre un mode shot et un mode laser. Le premier permettant d'avoir une attaque plus puissante sur le tir normal, le deuxième de renforcer la puissance du laser et de détruire les ennemis faibles du premier coup (le laser les détruira automatiquement, il ne fera plus blocage).

### Bombes
Deux bombes ont leur utilité : une smart bomb qui détruira la plupart des ennemis peu résistants et qui annulera leurs tirs, et une bombe plus puissante, qui s'obtient en appuyant sur le bouton B tout en utilisant son laser avec le bouton A. Elle délivre une grosse puissance, un laser très large, qui permet de venir à bout d'un boss plus rapidement par exemple.

### Informations complémentaires
Le masque de collision du vaisseau est minuscule, de l'ordre d'une dizaine de pixels de large. Le jeu est constitué de six niveaux, avec leurs classiques boss de fin. Un petit peu partout sont disséminées des guêpes qu'on peut débloquer en leur tirant dessus avec le laser. Ces guêpes rapportent de plus en plus de points au fur et à mesure qu'on les ramasse.
À la fin de la sixième zone, le jeu recommencera en mode difficile (seconde boucle ou 2d loop) sous certaines conditions (voir ci-dessous). Après avoir terminé à nouveau la sixième zone de la seconde boucle, une septième zone sera accessible. Cette zone contient deux boss, extrêmement difficiles.

### Condition d'accès à la deuxième boucle
Pour accéder à la deuxième boucle, au moins une de ces conditions doit être remplie, à la fin de la sixième zone :
- Ne pas avoir perdu plus de deux vies ;
- Suivant le type de vaisseau choisi, avoir réalisé une chaine d'au moins :

Type A : 270 hits,
Type B : 300 hits,
Type C : 330 hits ;
- Avoir un résultat supérieur ou égal à 50 millions ;
- Avoir pris les 13 guêpes dans au moins quatre zones.

## Équipe de développement
- Producteur : Ken'ichi Takano
- Designers : Naoki Ogiwara, Akira Wakabayashi, Hiroyuki Tanaka, Junya Inoue, Riichirou Nitta
- Programmeurs : Tsuneki Ikeda, Satoshi Kouyama, Makoto Watanabe, Takashi Ichimura
- Remerciements : Toshiaki Tomizawa, Atunori Aburatani, Ryuichi Yabuki

## Records du monde
La Japan High Score Association répertorie les meilleurs résultats sur DoDonPachi :
- 862 976 450 - Type A par SOF-WTN
- 730 186 030 - Type B par KTL-NAL
- 790 813 760 - Type C par Clover-TAC

### Médias externes
- [image] Écran-titre de la version Arcade.
- [image] Face et Dos de la boîte de la version Saturn du jeu.
- [image] Face et Dos de la boîte de la version PlayStation du jeu.